# Aquabacterium parvum
Aquabacterium parvum es una bacteria gramnegativa del género Aquabacterium. Fue descrita en el año 1999. Su etimología hace referencia a pequeño. Es aerobia y móvil por flagelo polar. Tiene un tamaño de 0,5 μm de ancho por 1-2 μm de largo. Forma colonias lisas y blanquecinas en el centro tras 10 días de incubación a 20 °C en agar R2A. Temperatura de crecimiento entre 14-34 °C. Se ha aislado de agua potable doméstica. 